# Chrysolytis
Chrysolytis é um gênero de mariposa pertencente à família Acrolepiidae.